# Bernd Besenlehner
Bernd Besenlehner (24 novembre 1986) è un calciatore austriaco, centrocampista del Bad Erlach.